# 小行星列表/103101-103200
| 名稱         | 臨時編號   | 發現日期       | 發現地點   | 發現者                         |
| ------------ | ---------- | -------------- | ---------- | ------------------------------ |
| 小行星103101 | 1999 XD174 | 1999年12月10日 | 索科罗     | 林肯近地小行星研究小组         |
| 小行星103102 | 1999 XF174 | 1999年12月10日 | 索科罗     | 林肯近地小行星研究小组         |
| 小行星103103 | 1999 XM174 | 1999年12月10日 | 索科罗     | 林肯近地小行星研究小组         |
| 小行星103104 | 1999 XW174 | 1999年12月10日 | 索科罗     | 林肯近地小行星研究小组         |
| 小行星103105 | 1999 XB175 | 1999年12月10日 | 索科罗     | 林肯近地小行星研究小组         |
| 小行星103106 | 1999 XT176 | 1999年12月10日 | 索科罗     | 林肯近地小行星研究小组         |
| 小行星103107 | 1999 XE177 | 1999年12月10日 | 索科罗     | 林肯近地小行星研究小组         |
| 小行星103108 | 1999 XF177 | 1999年12月10日 | 索科罗     | 林肯近地小行星研究小组         |
| 小行星103109 | 1999 XN177 | 1999年12月10日 | 索科罗     | 林肯近地小行星研究小组         |
| 小行星103110 | 1999 XP177 | 1999年12月10日 | 索科罗     | 林肯近地小行星研究小组         |
| 小行星103111 | 1999 XY177 | 1999年12月10日 | 索科罗     | 林肯近地小行星研究小组         |
| 小行星103112 | 1999 XA178 | 1999年12月10日 | 索科罗     | 林肯近地小行星研究小组         |
| 小行星103113 | 1999 XD178 | 1999年12月10日 | 索科罗     | 林肯近地小行星研究小组         |
| 小行星103114 | 1999 XH178 | 1999年12月10日 | 索科罗     | 林肯近地小行星研究小组         |
| 小行星103115 | 1999 XN180 | 1999年12月10日 | 索科罗     | 林肯近地小行星研究小组         |
| 小行星103116 | 1999 XD181 | 1999年12月12日 | 索科罗     | 林肯近地小行星研究小组         |
| 小行星103117 | 1999 XY181 | 1999年12月12日 | 索科罗     | 林肯近地小行星研究小组         |
| 小行星103118 | 1999 XY182 | 1999年12月12日 | 索科罗     | 林肯近地小行星研究小组         |
| 小行星103119 | 1999 XR184 | 1999年12月12日 | 索科罗     | 林肯近地小行星研究小组         |
| 小行星103120 | 1999 XN185 | 1999年12月12日 | 索科罗     | 林肯近地小行星研究小组         |
| 小行星103121 | 1999 XP188 | 1999年12月12日 | 索科罗     | 林肯近地小行星研究小组         |
| 小行星103122 | 1999 XA189 | 1999年12月12日 | 索科罗     | 林肯近地小行星研究小组         |
| 小行星103123 | 1999 XG189 | 1999年12月12日 | 索科罗     | 林肯近地小行星研究小组         |
| 小行星103124 | 1999 XD190 | 1999年12月12日 | 索科罗     | 林肯近地小行星研究小组         |
| 小行星103125 | 1999 XQ191 | 1999年12月12日 | 索科罗     | 林肯近地小行星研究小组         |
| 小行星103126 | 1999 XX191 | 1999年12月12日 | 索科罗     | 林肯近地小行星研究小组         |
| 小行星103127 | 1999 XR194 | 1999年12月12日 | 索科罗     | 林肯近地小行星研究小组         |
| 小行星103128 | 1999 XZ195 | 1999年12月12日 | 索科罗     | 林肯近地小行星研究小组         |
| 小行星103129 | 1999 XA196 | 1999年12月12日 | 索科罗     | 林肯近地小行星研究小组         |
| 小行星103130 | 1999 XR196 | 1999年12月12日 | 索科罗     | 林肯近地小行星研究小组         |
| 小行星103131 | 1999 XK197 | 1999年12月12日 | 索科罗     | 林肯近地小行星研究小组         |
| 小行星103132 | 1999 XY198 | 1999年12月12日 | 索科罗     | 林肯近地小行星研究小组         |
| 小行星103133 | 1999 XX199 | 1999年12月12日 | 索科罗     | 林肯近地小行星研究小组         |
| 小行星103134 | 1999 XE202 | 1999年12月12日 | 索科罗     | 林肯近地小行星研究小组         |
| 小行星103135 | 1999 XL202 | 1999年12月12日 | 索科罗     | 林肯近地小行星研究小组         |
| 小行星103136 | 1999 XF203 | 1999年12月12日 | 索科罗     | 林肯近地小行星研究小组         |
| 小行星103137 | 1999 XN203 | 1999年12月12日 | 索科罗     | 林肯近地小行星研究小组         |
| 小行星103138 | 1999 XP204 | 1999年12月12日 | 索科罗     | 林肯近地小行星研究小组         |
| 小行星103139 | 1999 XS205 | 1999年12月12日 | 索科罗     | 林肯近地小行星研究小组         |
| 小行星103140 | 1999 XB206 | 1999年12月12日 | 索科罗     | 林肯近地小行星研究小组         |
| 小行星103141 | 1999 XF206 | 1999年12月12日 | 索科罗     | 林肯近地小行星研究小组         |
| 小行星103142 | 1999 XM207 | 1999年12月12日 | 索科罗     | 林肯近地小行星研究小组         |
| 小行星103143 | 1999 XY208 | 1999年12月13日 | 索科罗     | 林肯近地小行星研究小组         |
| 小行星103144 | 1999 XY209 | 1999年12月13日 | 索科罗     | 林肯近地小行星研究小组         |
| 小行星103145 | 1999 XQ210 | 1999年12月13日 | 索科罗     | 林肯近地小行星研究小组         |
| 小行星103146 | 1999 XS210 | 1999年12月13日 | 索科罗     | 林肯近地小行星研究小组         |
| 小行星103147 | 1999 XU212 | 1999年12月14日 | 索科罗     | 林肯近地小行星研究小组         |
| 小行星103148 | 1999 XQ213 | 1999年12月14日 | 索科罗     | 林肯近地小行星研究小组         |
| 小行星103149 | 1999 XC215 | 1999年12月14日 | 索科罗     | 林肯近地小行星研究小组         |
| 小行星103150 | 1999 XP215 | 1999年12月14日 | 索科罗     | 林肯近地小行星研究小组         |
| 小行星103151 | 1999 XR217 | 1999年12月13日 | 基特峰     | 太空监视                       |
| 小行星103152 | 1999 XR220 | 1999年12月14日 | 索科罗     | 林肯近地小行星研究小组         |
| 小行星103153 | 1999 XT220 | 1999年12月14日 | 索科罗     | 林肯近地小行星研究小组         |
| 小行星103154 | 1999 XZ221 | 1999年12月15日 | 索科罗     | 林肯近地小行星研究小组         |
| 小行星103155 | 1999 XN222 | 1999年12月15日 | 索科罗     | 林肯近地小行星研究小组         |
| 小行星103156 | 1999 XT222 | 1999年12月15日 | 索科罗     | 林肯近地小行星研究小组         |
| 小行星103157 | 1999 XU223 | 1999年12月13日 | 基特峰     | 太空监视                       |
| 小行星103158 | 1999 XB224 | 1999年12月13日 | 基特峰     | 太空监视                       |
| 小行星103159 | 1999 XP224 | 1999年12月13日 | 基特峰     | 太空监视                       |
| 小行星103160 | 1999 XW224 | 1999年12月13日 | 基特峰     | 太空监视                       |
| 小行星103161 | 1999 XF225 | 1999年12月13日 | 基特峰     | 太空监视                       |
| 小行星103162 | 1999 XZ225 | 1999年12月13日 | 基特峰     | 太空监视                       |
| 小行星103163 | 1999 XR226 | 1999年12月14日 | 基特峰     | 太空监视                       |
| 小行星103164 | 1999 XX226 | 1999年12月15日 | 基特峰     | 太空监视                       |
| 小行星103165 | 1999 XN227 | 1999年12月15日 | 基特峰     | 太空监视                       |
| 小行星103166 | 1999 XT227 | 1999年12月15日 | 基特峰     | 太空监视                       |
| 小行星103167 | 1999 XS228 | 1999年12月14日 | 基特峰     | 太空监视                       |
| 小行星103168 | 1999 XW228 | 1999年12月14日 | 基特峰     | 太空监视                       |
| 小行星103169 | 1999 XR229 | 1999年12月7日  | 卡特林那   | 卡特林那巡天系统               |
| 小行星103170 | 1999 XL230 | 1999年12月7日  | 可可尼诺县 | 洛厄尔天文台近地小行星搜寻计划 |
| 小行星103171 | 1999 XC231 | 1999年12月7日  | 卡特林那   | 卡特林那巡天系统               |
| 小行星103172 | 1999 XL231 | 1999年12月8日  | 卡特林那   | 卡特林那巡天系统               |
| 小行星103173 | 1999 XS233 | 1999年12月4日  | 可可尼诺县 | 洛厄尔天文台近地小行星搜寻计划 |
| 小行星103174 | 1999 XK234 | 1999年12月4日  | 可可尼诺县 | 洛厄尔天文台近地小行星搜寻计划 |
| 小行星103175 | 1999 XS234 | 1999年12月3日  | 可可尼诺县 | 洛厄尔天文台近地小行星搜寻计划 |
| 小行星103176 | 1999 XT234 | 1999年12月3日  | 可可尼诺县 | 洛厄尔天文台近地小行星搜寻计划 |
| 小行星103177 | 1999 XU234 | 1999年12月3日  | 可可尼诺县 | 洛厄尔天文台近地小行星搜寻计划 |
| 小行星103178 | 1999 XL235 | 1999年12月2日  | 基特峰     | 太空监视                       |
| 小行星103179 | 1999 XO236 | 1999年12月5日  | 可可尼诺县 | 洛厄尔天文台近地小行星搜寻计划 |
| 小行星103180 | 1999 XF237 | 1999年12月5日  | 卡特林那   | 卡特林那巡天系统               |
| 小行星103181 | 1999 XR237 | 1999年12月5日  | 卡特林那   | 卡特林那巡天系统               |
| 小行星103182 | 1999 XJ238 | 1999年12月2日  | 基特峰     | 太空监视                       |
| 小行星103183 | 1999 XA239 | 1999年12月6日  | 基特峰     | 太空监视                       |
| 小行星103184 | 1999 XG239 | 1999年12月6日  | 索科罗     | 林肯近地小行星研究小组         |
| 小行星103185 | 1999 XD242 | 1999年12月13日 | 卡特林那   | 卡特林那巡天系统               |
| 小行星103186 | 1999 XH242 | 1999年12月13日 | 可可尼诺县 | 洛厄尔天文台近地小行星搜寻计划 |
| 小行星103187 | 1999 XS242 | 1999年12月13日 | 索科罗     | 林肯近地小行星研究小组         |
| 小行星103188 | 1999 XT242 | 1999年12月13日 | 索科罗     | 林肯近地小行星研究小组         |
| 小行星103189 | 1999 XV242 | 1999年12月13日 | 索科罗     | 林肯近地小行星研究小组         |
| 小行星103190 | 1999 XD243 | 1999年12月2日  | 索科罗     | 林肯近地小行星研究小组         |
| 小行星103191 | 1999 XE243 | 1999年12月3日  | 可可尼诺县 | 洛厄尔天文台近地小行星搜寻计划 |
| 小行星103192 | 1999 XF243 | 1999年12月5日  | 可可尼诺县 | 洛厄尔天文台近地小行星搜寻计划 |
| 小行星103193 | 1999 XG243 | 1999年12月5日  | 可可尼诺县 | 洛厄尔天文台近地小行星搜寻计划 |
| 小行星103194 | 1999 XX243 | 1999年12月5日  | 可可尼诺县 | 洛厄尔天文台近地小行星搜寻计划 |
| 小行星103195 | 1999 XZ243 | 1999年12月5日  | 可可尼诺县 | 洛厄尔天文台近地小行星搜寻计划 |
| 小行星103196 | 1999 XA244 | 1999年12月5日  | 可可尼诺县 | 洛厄尔天文台近地小行星搜寻计划 |
| 小行星103197 | 1999 XZ247 | 1999年12月6日  | 索科罗     | 林肯近地小行星研究小组         |
| 小行星103198 | 1999 XT248 | 1999年12月6日  | 索科罗     | 林肯近地小行星研究小组         |
| 小行星103199 | 1999 XE249 | 1999年12月6日  | 索科罗     | 林肯近地小行星研究小组         |
| 小行星103200 | 1999 XL249 | 1999年12月6日  | 索科罗     | 林肯近地小行星研究小组         |

| 上一頁： 103001-103100 | 小行星列表 103101-103200 | 下一頁： 103201-103300 |